# Kolos Vaszary
Kolos Ferenc Vaszary de Vaszar (Keszthely, 12 febbraio 1832 – Balatonfüred, 3 settembre 1915) è stato un cardinale e arcivescovo cattolico ungherese.

## Biografia
Nacque a Keszthely il 12 febbraio 1832.
Arciabate del monastero benedettino ungherese di Pannonhalma, fu arcivescovo di Strigonio dal 1891 al 1913.
Papa Leone XIII lo elevò al rango di cardinale nel concistoro del 16 gennaio 1893.
Morì il 3 settembre 1915 a Balatonfüred, all'età di ottantatré anni.

## Genealogia episcopale e successione apostolica
La genealogia episcopale è:
- Cardinale Scipione Rebiba
- Cardinale Giulio Antonio Santori, O.P.
- Cardinale Girolamo Bernerio
- Arcivescovo Galeazzo Sanvitale
- Cardinale Ludovico Ludovisi
- Cardinale Luigi Caetani
- Cardinale Ulderico Carpegna
- Cardinale Paluzzo Paluzzi Altieri degli Albertoni
- Papa Benedetto XIII
- Papa Benedetto XIV
- Papa Clemente XIII
- Cardinale Marcantonio Colonna
- Cardinale Giacinto Sigismondo Gerdil, B.
- Cardinale Giulio Maria della Somaglia
- Cardinale Carlo Odescalchi, S.I.
- Cardinale Costantino Patrizi Naro
- Arcivescovo Serafino Vannutelli
- Cardinale Cölestin Josef Ganglbauer, O.S.B.
- Cardinale Luigi Galimberti
- Cardinale Kolos Ferenc Vaszary, O.S.B.

La successione apostolica è:
- Vescovo Janos Jung (1893)
- Vescovo Ferdinand Cselka (1893)
- Vescovo Károly Rimely (1893)
- Vescovo Sámuel Hetyey de Eadem (1898)
- Vescovo Károly Emmánuel de Csáky (1900)
- Vescovo Lajos Rajner (1906)